# Fillmore (Kalifornija)
Fillmore je grad u američkoj saveznoj državi Kalifornija. Prema popisu stanovništva iz 2010. u njemu je živjelo 15.002 stanovnika.